# バリ・サルド
バリ・サルド（イタリア語: Bari Sardo）は、イタリア共和国サルデーニャ自治州ヌーオロ県にある、人口約4,000人の基礎自治体（コムーネ）。
サルデーニャの海沿いに見られる、アラブ人の侵入を防ぐための見張り台が17世紀にスペイン人によって建てられており、トッレ・ディ・バリ(Torre di Bari)と呼ばれている。現在では付近の浜辺は海水浴場として賑わっている。

## 地理

### 位置・広がり

#### 隣接コムーネ
隣接するコムーネは以下の通り。
- カルデードゥ
- イルボーノ
- ラヌゼーイ
- ロチェーリ
- トルトリ

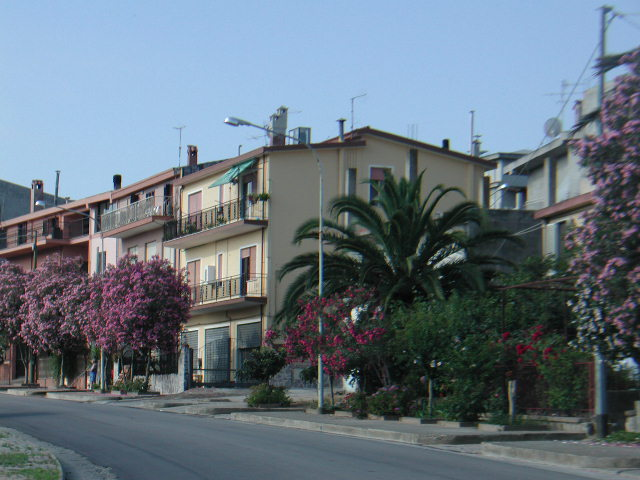
バリ・サルドの家屋
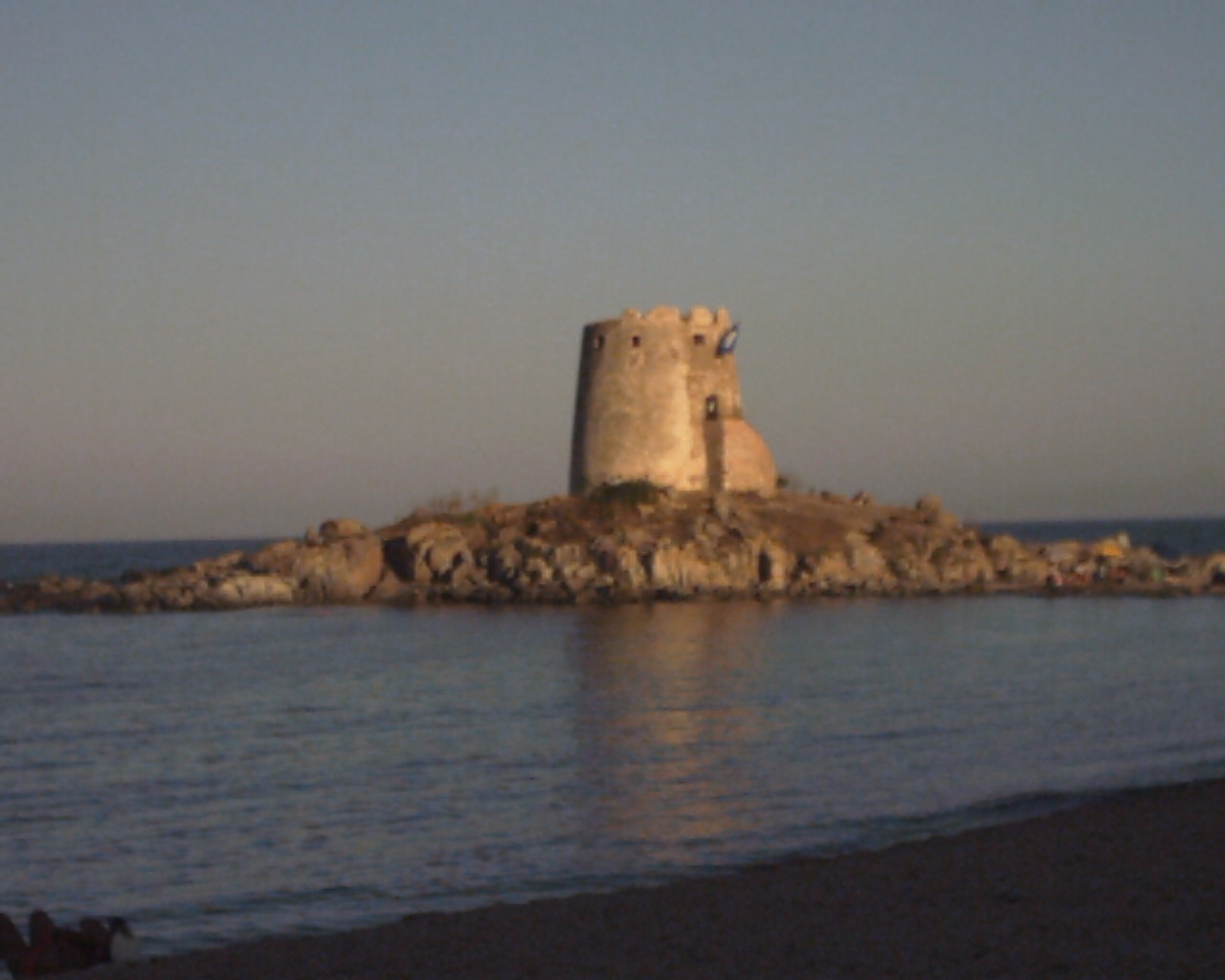
トッレ・ディ・バリ